# Битка код Бреста (1592)
Битка код Бреста вођена је 19. јуна 1592. године између војске Османског царства предвођене Хасан-пашом Предојевићем са једне и хрватско-угарске војске предвођене Тома Бакач-Ердедијем (хрватским баном) са друге стране. Завршена је турском победом.
Босански Хасан-паша Предојевић у пролеће 1592. године подигао је тврђаву Петриња и почетком јула изградио мост на Купи, што је све указивало на офанзиву преко реке. Не би ли спречили турску офанзиву, код каштела се 16. и 17. јула прикипило око 2000 штајерских војника ~ 400 коњаника и 1600 пешака, хрватски бан Тома Бакач-Ердеди довео је банску чету од 500 војника и приближно толико капитолинских и славонских кметова. Те хришћанске снаге, без јединствене команде, груписане су биле у два одвојена логора ~ банске трупе су биле непосредно поред саме реке, а штајерске на оближњим брежуљцима, где су пасивно чекале развој догађаја.
Ноћу између 18. и 19. јула Хасан-паша Предојевић пребацио је своју главнину снага ~ око 7000 војника ~ до Петриње, а 19. јула је и сам прешао преко моста, напао и разбио банске снаге. Сам бан Тома Бакач-Ердеди се спасио бекством на коњу чиме је потамнио своју дотле велику војничку славу. Турци су затим напали логор штајерских трупа и после већег отпора успели су да разбију и њих, при чему су заробили и пет топова. Турци су затим заузели каштел, опустошили Туропоље и опсели Сисак.

## Битка
Хасан-паша Предојевић, паша Босне, изградио је 1592. године тврђаву Петрињу и почетком јула је подигао мост на Купи. Био је то предзнак офанзиве. Како би спречили офанзиву, 16. и 17. јула су се штајерски (2000 људи) и хрватски војници под Томом Ердедијем (око 1000 људи) прикупили код каштела. Снаге нису биле јединствене. Груписале су се у два одвојена логора: банске трупе поред реке, а штајерске на оближњим брежуљцима. Хасан-паша је ноћу 18/19. јула пребацио своје снаге преко реке (око 7000 људи) до Петриње, а следећег дана је разбио банске снаге. Сам бан се спасао бекством на коњу. Турци су потом напали штајерске трупе које су пружиле јачи отпор. Ипак, Турци односе победу и освајају 5 топова. Турци су заузели и спалили каштел Брест након чега су опсели Сисак.